# Nottingham, New Hampshire
Nottingham är en kommun (town) i Rockingham County i delstaten New Hampshire, USA med 4 785 invånare (2000). 